# Dred Scott
Dred Scott (ur. ok. 1799 w hrabstwie Southampton, zm. 17 września 1858 w Saint Louis) – niewolnik, który przed Sądem Najwyższym Stanów Zjednoczonych dochodził prawa do wolności.
Dred Scott urodził się w Wirginii jako własność rodziny Blow. W 1830 opuścił Wirginię, został sprzedany doktorowi Johnowi Emersonowi. Dred Scott razem ze swoim panem mieszkał w stanach, które zabraniały niewolnictwa (Illinois i Wisconsin). W 1842 dr Emerson zamieszkał w Missouri (stan niewolniczy), rok później umarł. Scotta odziedziczył John Sanford.
Przez dziesięć lat (1847–1857) Dred Scott walczył w sądach o uznanie go za wolnego. Argumentował, że przestał być niewolnikiem, ponieważ mieszkał wraz ze swoim panem na północy w wolnym stanie. Ostatecznie w 1857 sprawa trafiła przed Sąd Najwyższy. Sąd odrzucił jego argumentację (7 głosami do 2) uznając, że Piąta poprawka do Konstytucji zabrania pozbawiania osób ich własności, a jednym z rodzajów własności, która podlega ochronie konstytucyjnej, jest niewolnictwo. Sąd uznał ponadto, że czarnym nie przysługuje obywatelstwo Stanów Zjednoczonych i jako "rasie niższej" nigdy nie może im przysługiwać obywatelstwo USA. Decyzja spotkała się z masową krytyką ze strony nowo powstałej Partii Republikańskiej. Była też przedmiotem jednej z debat przedwyborczych Abrahama Lincolna ze Stephenem Douglasem w 1858.
Wyrok całkowicie stracił moc po uchwaleniu przez Kongres i ratyfikowaniu przez poszczególne stany Trzynastej poprawki do Konstytucji (delegalizującej niewolnictwo) i Czternastej (automatycznie przyznającej wszystkim osobom urodzonym w USA obywatelstwo tak federalne jak i stanu, w którym przyszły na świat). Trzynasta poprawka obowiązuje od 1865 r., a Czternasta od 1868 r.
Dred Scott zmarł jako człowiek wolny. Uwolniony został przez rodzinę Blow, gdy powtórnie stał się ich własnością.